# Canalirogas heijningeni
Canalirogas heijningeni är en stekelart som beskrevs av Van Achterberg 1996. Canalirogas heijningeni ingår i släktet Canalirogas och familjen bracksteklar. Inga underarter finns listade.